# Tournoi de tennis de Tampico
Le tournoi de tennis de Tampico est un tournoi de tennis féminin du circuit Circuit féminin ITF. Il se joue entre 2013 et 2017 puis disparait du circuit.
En 2022, le tournoi est promu en catégorie WTA 125 du circuit féminin professionnel WTA. 

## Palmarès

### Simple
| No | Date       | Nom et lieu du tournoi   | Catégorie | Dotation  | Surface    | Vainqueure             | Finaliste       | Score          |         |
| -- | ---------- | ------------------------ | --------- | --------- | ---------- | ---------------------- | --------------- | -------------- | ------- |
| 1  | 24-10-2022 | Abierto Tampico, Tampico | WTA 125   | 115 000 $ | Dur (ext.) | Elisabetta Cocciaretto | Magda Linette   | 7-65, 4-6, 6-1 | Tableau |
| 2  | 23-10-2023 | Abierto Tampico, Tampico | WTA 125   | 115 000 $ | Dur (ext.) | Emina Bektas           | Anna Kalinskaya | 6-3, 3-6, 7-63 | Tableau |
| 3  | 21-10-2024 | Abierto Tampico, Tampico | WTA 125   | 115 000 $ | Dur (ext.) | Marina Stakusic        | Anna Blinkova   | 6-4, 2-6, 6-4  | Tableau |

### Double
| No | Date       | Nom et lieu du tournoi  | Catégorie | Dotation  | Surface    | Vainqueures                           | Finalistes                        | Score     |         |
| -- | ---------- | ----------------------- | --------- | --------- | ---------- | ------------------------------------- | --------------------------------- | --------- | ------- |
| 1  | 24-10-2022 | Abierto Tampico Tampico | WTA 125   | 115 000 $ | Dur (ext.) | Tereza Mihalíková Aldila Sutjiadi     | Ashlyn Krueger Elizabeth Mandlik  | 7-5, 6-2  | Tableau |
| 2  | 23-10-2023 | Abierto Tampico Tampico | WTA 125   | 115 000 $ | Dur (ext.) | Kamilla Rakhimova Anastasia Tikhonova | Sabrina Santamaria Heather Watson | 7-65, 6-2 | Tableau |
| 3  | 21-10-2024 | Abierto Tampico Tampico | WTA 125   | 115 000 $ | Dur (ext.) | Carmen Corley Rebecca Marino          | Alina Korneeva Polina Kudermetova | 6-3, 6-3  | Tableau |